# 松田悠介
松田 悠介（まつだ ゆうすけ, Yusuke Matsuda）は日本の社会起業家・実業家・教育者。千葉県生まれ、東京都育ち。
Teach for JapanやLearning for All の創業者。現在は学部と大学院の海外進学を支援するCrimson Education Japan の代表取締役、株式会社CRAZYの取締役、Waterdragon財団の代表、一般社団法人「教師の日」普及委員会 代表理事を務める。

## 職歴
- 2006-2008、都内中学校と高校で 体育教師
- 2008、千葉県市川市教育委員会 / 教育政策課分析官
- 2009-2010、PwC Japan / アソシエイト
- 2010-2014、Learning for All / 創業者 兼 CEO
- 2012-2017、認定NPO法人 Teach For Japan / 創業者 兼 CEO
- 2014-2017、京都大学 / 特任准教授
- 2017-現在、株式会社CRAZY / 取締役、Waterdragon財団 / 代表
- 2018-2019、スタンフォード大学 客員研究員
- 2019-現在、株式会社Crimson Education Japan / 代表取締役

## 人物

### エピソード
いじめられていた中学生時代に体育の先生に救われて、体育の教員を目指すようになる。体育の教員になるために日本大学に進学。大学を卒業後、都内私立の男子校で体育の教員として着任。その後、教育委員会に嘱託の職員として就く。2008年からはハーバード大学の教育大学院に進学し、在学中にTeach For Americaの創業者であるWendy Kopp と出会う。帰国後はPwC Japanにコンサルタントとして勤務後、2010年にLearning For All、2012年には認定NPO法人Teach For Japanを創業している。2017年7月からは日本財団国際フェローシップ第6期フェローとしてスタンフォード大学経営大学院に進学。

### ハーバード進学
教職員時代、旧態依然とした学校教育を変革するため、自ら理想の学校を設立することを決意する。まずは学校経営とリーダーシップについて学ぶための進学先を探し始め、国外にも視野を広げたところ、アメリカの大学が特に魅力的であることを発見した。教授陣のプロフィール、発表論文、提供されるコースを基準に候補校をリストアップし、最終的にハーバードが最有力の進学先候補となった。
ハーバードを目指すにあたり、英語力の向上が大きな課題となった。英語能力試験の TOEFL 初回受験では 50 点台（110点が必要点数）だったが、10ヶ月の猛勉強の末、104点まで点数を引き上げた。この過程で、勉強のストレスにより胃痙攣を起こし入院。
英語力が入学基準を下回っていたにもかかわらず、ハーバードから合格通知を受け取る。入学後、審査官に合格理由を尋ねたところ、エッセイが印象的だったこと、学校設立への強い意志と教職員時代のチャレンジが評価された。

## 学歴
- 2006年、日本大学文理学部体育学科 卒業 / 学士
- 2009年、Harvard Graduate School of Education 修了 / 修士
- 2018年、Stanford Graduate School of Business 修了 / 修士

## その他
- 文部科学省 中央教育審議会 教員養成部会 委員
- 認定NPO法人 Teach For Japan / 代表理事
- 一般社団法人「教師の日」普及委員会 代表理事
- 一般社団法人あしなが育英会 / 理事
- NPO法人 Learning for All / 理事
- Lean In Tokyo / アドバイザー
- NPO法人DxP / アドバイザー

## 受賞歴
- 日本財団 国際フェロー に選出
- 日経ビジネス「今年の主役100人」(2014年)に選出
- 世界経済会議（ダボス会議）Global Shapers Community (2012年) に選出

## 著書
- グーグル、ディズニーよりも働きたい「教室」（ダイヤモンド社）

## 出演
- NHK Eテレ ジレンマ+（2013年9月24日）[5]
- NHK Eテレ ニュー試 選アメリカ・ハーバード大学（2023年08月19日）[6]